# The Delta Machine Tour
The Delta Machine Tour – dziewiętnasta trasa koncertowa grupy muzycznej Depeche Mode, w jej trakcie odbyło się 107 koncertów.

## Utwory grane podczas trasy
Lista według spisów setlisty podawanych na:
| 1. „Welcome To My World” 2. „Angel” 3. - „Walking in My Shoes” - „In Your Room” 4. „Precious” 5. - „Black Celebration” - „Behind the Wheel” 6. - „Policy of Truth” - „World in My Eyes” 7. „Should Be Higher” 8. - „Barrel of a Gun” - „John the Revelator” 9. wokalu użycza Martin Gore - „Higher Love” - „Only When I Lose Myself” - „The Child Inside” - „When The Body Speaks” - „Shake the Disease” 10. wokalu użycza Martin Gore - „The Child Inside” - „When The Body Speaks” - „But Not Tonight” - „Home” - „Judas” - „Shake The Disease” 11. „Heaven” 12. „Soothe My Soul” 13. - „A Pain That I’m Used To” (Jacques Lu Cont Remix) - „John the Revelator” 14. - „A Question of Time” - „Soft Touch / Raw Nerve 15. - „Secret to the End” - „In Your Room” 16. „Enjoy the Silence” 17. „Personal Jesus” 18. „Goodbye” 19. wokalu użycza Martin Gore - „A Question of Lust” - „Home” - „But Not Tonight” - „Somebody” 20. - „Halo” (Goldfrapp Remix) - „Shake The Disease (wokal Martin Gore) - „Condemnation (wokal Martin Gore) 21. „Just Can’t Get Enough” 22. „I Feel You” (Renegade Soundwave Afghan Surgery Mix) 23. „Never Let Me Down Again” |

## Daty występów promocyjnych
- 2013.03.11 Nowy Jork (USA) Live On Letterman (CBS)
- 2013.03.15 Austin (USA) Showcase by Yahoo (SXSW)
- 2013.03.24 Wiedeń (Austria) Electronic Beats (T-Mobile)
- 2013.03.26 Paryż (Francja) Grand Journal (Canal+)
- 2013.03.28 Londyn (Wielka Brytania) The Jonathan Ross Show (ITV)
- 2013.04.24 Hollywood (USA) Jimmy Kimmel Live! (ABC)
- 2013.04.26 Hollywood (USA) Live at Troubadour (KROQ)

## Koncerty
Lista według:
| 4 maja 2013(dts)          | Nice             | Francja                      | Palais Nikaia                                 |
| 7 maja 2013(dts)          | Tel Awiw         | Izrael                       | Ganei Yehoshua Park HaYarkon                  |
| 10 maja 2013(dts)         | Ateny            | Grecja                       | Terra Vibe                                    |
| 12 maja 2013(dts)         | Sofia            | Bułgaria                     | Lokomotiv Stadium                             |
| 15 maja 2013(dts)         | Bukareszt        | Rumunia                      | National Stadium                              |
| 17 maja 2013(dts)         | Stambuł          | Turcja                       | Maçka Küçükçiftlik Park                       |
| 19 maja 2013(dts)         | Belgrad          | Serbia                       | Park Ušće                                     |
| 21 maja 2013(dts)         | Budapeszt        | Węgry                        | Puskás Ferenc Stadion                         |
| 23 maja 2013(dts)         | Zagrzeb          | Chorwacja                    | Arena Zagreb                                  |
| 25 maja 2013(dts)         | Bratysława       | Słowacja                     | Štadión Pasienky                              |
| 28 maja 2013(dts)         | Londyn           | Wielka Brytania              | O2 Arena                                      |
| 29 maja 2013(dts)         | Londyn           | Wielka Brytania              | O2 Arena                                      |
| 1 czerwca 2013(dts)       | Monachium        | Niemcy                       | Olympiastadion                                |
| 3 czerwca 2013(dts)       | Stuttgart        | Niemcy                       | Mercedes-Benz Arena                           |
| 5 czerwca 2013(dts)       | Frankfurt        | Niemcy                       | Commerzbank-Arena                             |
| 7 czerwca 2013(dts)       | Berno            | Szwajcaria                   | Stade de Suisse                               |
| 9 czerwca 2013(dts)       | Berlin           | Niemcy                       | Olympiastadion                                |
| 11 czerwca 2013(dts)      | Lipsk            | Niemcy                       | Red Bull Arena                                |
| 13 czerwca 2013(dts)      | Kopenhaga        | Dania                        | Parken Stadion                                |
| 15 czerwca 2013(dts)      | Paryż            | Francja                      | Stade de France                               |
| 17 czerwca 2013(dts)      | Hamburg          | Niemcy                       | Imtech Arena                                  |
| 22 czerwca 2013(dts)      | Moskwa           | Rosja                        | Lokomotiv Stadium                             |
| 24 czerwca 2013(dts)      | Saint Petersburg | Rosja                        | CKK Arena                                     |
| 27 czerwca 2013(dts)      | Sztokholm        | Szwecja                      | Ericsson Globe Arena                          |
| 29 czerwca 2013(dts)      | Kijów            | Ukraina                      | NSC Olimpiyskiy                               |
| 3 lipca 2013(dts)         | Düsseldorf       | Niemcy                       | Esprit Arena                                  |
| 5 lipca 2013(dts)         | Düsseldorf       | Niemcy                       | Esprit Arena                                  |
| 7 lipca 2013(dts)         | Werchter         | Belgia                       | Rock Werchter Festival                        |
| 9 lipca 2013(dts)         | Locarno          | Szwajcaria                   | Piazza Grande Locarno                         |
| 11 lipca 2013(dts)        | Bilbao           | Hiszpania                    | Bilbao BBK Live Festival                      |
| 13 lipca 2013(dts)        | Lizbona          | Portugalia                   | Optimus Alive! Festival                       |
| 16 lipca 2013(dts)        | Nîmes            | Francja                      | Arènes de Nîmes                               |
| 18 lipca 2013(dts)        | Mediolan         | Włochy                       | Stadio Giuseppe Meazza                        |
| 20 lipca 2013(dts)        | Rzym             | Włochy                       | Stadio Olimpico                               |
| 23 lipca 2013(dts)        | Praga            | Czechy                       | Eden Arena                                    |
| 25 lipca 2013(dts)        | Warszawa         | Polska                       | Stadion Narodowy                              |
| 27 lipca 2013(dts)        | Wilno            | Litwa                        | Vingis Park                                   |
| 29 lipca 2013(dts)        | Mińsk            | Białoruś                     | Minsk-Arena                                   |
| Ameryka Północna          |                  |                              |                                               |
| 22 sierpnia 2013(dts)     | Detroit          | USA                          | DTE Energy Music Theatre                      |
| 24 lipca 2013(dts)        | Chicago          | USA                          | First Midwest Bank Amphitheatre               |
| 27 sierpnia 2013(dts)     | Saint Paul       | USA                          | Minnesota State Fair                          |
| 30 sierpnia 2013(dts)     | Atlantic City    | USA                          | Revel Casino Arena                            |
| 1 września 2013(dts)      | Toronto          | Kanada                       | Molson Canadian Amphitheatre                  |
| 3 września 2013(dts)      | Montreal         | Kanada                       | Bell Centre                                   |
| 6 września 2013(dts)      | Nowy Jork        | USA                          | Barclays Center                               |
| 8 września 2013(dts)      | Nowy Jork        | USA                          | Nikon at Jones Beach Theater                  |
| 10 września 2013(dts)     | Waszyngton       | USA                          | Jiffy Lube Live                               |
| 12 września 2013(dts)     | Atlanta          | USA                          | Aaron's Amphitheatre at Lakewood              |
| 14 września 2013(dts)     | Tampa            | USA                          | Live Nation Amphitheatre                      |
| 15 września 2013(dts)     | Fort Lauderdale  | USA                          | BB&T Center                                   |
| 18 września 2013(dts)     | Houston          | USA                          | Cynthia Woods Mitchell Pavilion               |
| 20 września 2013(dts)     | Dallas           | USA                          | Gexa Energy Pavilion                          |
| 22 września 2013(dts)     | San Diego        | USA                          | Sleep Train Amphitheatre                      |
| 24 września 2013(dts)     | Santa Barbara    | USA                          | Santa Barbara Bowl                            |
| 26 września 2013(dts)     | Mountain View    | USA                          | Shoreline Amphitheatre                        |
| 28 września 2013(dts)     | Los Angeles      | USA                          | Staples Center                                |
| 29 września 2013(dts)     | Los Angeles      | USA                          | Staples Center                                |
| 2 października 2013(dts)  | Los Angeles      | USA                          | Staples Center                                |
| 4 października 2013(dts)  | Austin           | USA                          | Austin City Limits                            |
| 6 października 2013(dts)  | Las Vegas        | USA                          | Pearl Concert Theater                         |
| 8 października 2013(dts)  | Phoenix          | USA                          | Desert Sky Pavilion                           |
| 11 października 2013(dts) | Austin           | USA                          | Austin City Limits                            |
| Azja                      |                  |                              |                                               |
| 3 listopada 2013(dts)     | Abu Dhabi        | Zjednoczone Emiraty Arabskie | du Arena                                      |
| Europa                    |                  |                              |                                               |
| 7 listopada 2013(dts)     | Belfast          | Wielka Brytania              | Odyssey Arena                                 |
| 9 listopada 2013(dts)     | Dublin           | Irlandia                     | The O2                                        |
| 11 listopada 2013(dts)    | Glasgow          | Wielka Brytania              | The Hydro                                     |
| 13 listopada 2013(dts)    | Leeds            | Wielka Brytania              | Leeds Arena                                   |
| 15 listopada 2013(dts)    | Manchester       | Wielka Brytania              | Manchester Arena                              |
| 17 listopada 2013(dts)    | Lille            | Francja                      | Grand Stade Lille Métropole                   |
| 19 listopada 2013(dts)    | Londyn           | Wielka Brytania              | O2 Arena                                      |
| 21 listopada 2013(dts)    | Kolonia          | Niemcy                       | Lanxess Arena                                 |
| 23 listopada 2013(dts)    | Hanower          | Niemcy                       | TUI Arena                                     |
| 25 listopada 2013(dts)    | Berlin           | Niemcy                       | O2 World Arena                                |
| 27 listopada 2013(dts)    | Berlin           | Niemcy                       | O2 World Arena                                |
| 29 listopada 2013(dts)    | Herning          | Dania                        | Jyske Bank Boxen                              |
| 1 grudnia 2013(dts)       | Erfurt           | Niemcy                       | Messehalle                                    |
| 3 grudnia 2013(dts)       | Brema            | Niemcy                       | ÖVB-Arena                                     |
| 5 grudnia 2013(dts)       | Oberhausen       | Niemcy                       | König Pilsener Arena                          |
| 7 grudnia 2013(dts)       | Amsterdam        | Holandia                     | Ziggo Dome                                    |
| 9 grudnia 2013(dts)       | Malmö            | Szwecja                      | Malmö Arena                                   |
| 11 grudnia 2013(dts)      | Göteborg         | Szwecja                      | Scandinavium Arena                            |
| 13 grudnia 2013(dts)      | Oslo             | Norwegia                     | Telenor Arena                                 |
| 15 grudnia 2013(dts)      | Helsinki         | Finlandia                    | Hartwall Areena                               |
| 15 stycznia 2014(dts)     | Barcelona        | Hiszpania                    | Palau St. Jordi                               |
| 17 stycznia 2014(dts)     | Madryt           | Hiszpania                    | Palacio de Deportes de la Comunidad de Madrid |
| 18 stycznia 2014(dts)     | Madryt           | Hiszpania                    | Palacio de Deportes de la Comunidad de Madrid |
| 21 stycznia 2014(dts)     | Montpellier      | Francja                      | Park&Suites Arena                             |
| 23 stycznia 2014(dts)     | Lyon             | Francja                      | Halle Tony Garnier                            |
| 25 stycznia 2014(dts)     | Antwerp          | Belgia                       | Sportpaleis                                   |
| 27 stycznia 2014(dts)     | Birmingham       | Wielka Brytania              | LG Arena                                      |
| 29 stycznia 2014(dts)     | Paryż            | Francja                      | Palais Omnisports de Paris Bercy              |
| 31 stycznia 2014(dts)     | Paryż            | Francja                      | Palais Omnisports de Paris Bercy              |
| 2 lutego 2014(dts)        | Strasbourg       | Francja                      | Zénith de Strasbourg                          |
| 4 lutego 2014(dts)        | Mannheim         | Niemcy                       | SAP Arena                                     |
| 6 lutego 2014(dts)        | Bratysława       | Słowacja                     | Slovnaft Arena                                |
| 8 lutego 2014(dts)        | Wiedeń           | Austria                      | Wiener Stadthalle                             |
| 10 lutego 2014(dts)       | Praga            | Czechy                       | O2 Arena                                      |
| 12 lutego 2014(dts)       | Drezno           | Niemcy                       | Messehalle                                    |
| 14 lutego 2014(dts)       | Zurych           | Szwajcaria                   | Hallenstadion                                 |
| 15 lutego 2014(dts)       | Zurych           | Szwajcaria                   | Hallenstadion                                 |
| 18 lutego 2014(dts)       | Turyn            | Włochy                       | Palaolimpico                                  |
| 20 lutego 2014(dts)       | Mediolan         | Włochy                       | Mediolanum Forum                              |
| 22 lutego 2014(dts)       | Bolonia          | Włochy                       | Unipol Arena                                  |
| 24 lutego 2014(dts)       | Łódź             | Polska                       | Arena Łódź                                    |
| 28 lutego 2014(dts)       | Mińsk            | Białoruś                     | Mińsk-Arena                                   |
| 2 marca 2014(dts)         | Ryga             | Łotwa                        | Arēna Rīga                                    |
| 4 marca 2014(dts)         | Sankt Petersburg | Rosja                        | SKK Arena                                     |
| 7 marca 2014(dts)         | Moskwa           | Rosja                        | Olimpijskij                                   |